# Omiodes
Omiodes is een geslacht van vlinders uit de familie van de grasmotten (Crambidae), uit de onderfamilie van de Spilomelinae. De wetenschappelijke naam van dit geslacht is voor het eerst voorgesteld door Achille Guenée in een publicatie uit 1854.

## Soorten
- O. accepta (Butler, 1877)
- O. albicilialis (Schaus, 1912)
- O. albicinctalis (Hampson, 1904)
- O. alboanalis Amsel, 1956
- O. albociliata (Moore, 1888)
- O. analis Snellen, 1880
- O. anastrepta Meyrick, 1899
- O. anastreptoidis Swezey, 1913
- O. annubilata (Swinhoe, 1894)
- O. antidoxa Meyrick, 1904
- O. anxiferalis (Schaus, 1912)
- O. argentigulalis (Schaus, 1912)
- O. asaphombra Meyrick, 1899
- O. barcalis (Walker, 1859)
- O. basalticalis (Lederer, 1863)
- O. blackburni (Butler, 1877)
- O. camphorae (Tams, 1928)
- O. capillalis (Guenée, 1854)
- O. chlorandra Meyrick, 1934
- O. chloromochla (Meyrick, 1936)
- O. chrysampyx (Turner, 1908)
- O. collinsi Whalley, 1962
- O. confusalis (Dognin, 1905)
- O. continuatalis (Wallengren, 1860)
- O. contubernalis (Moore, 1888)
- O. croceiceps (Walker, 1866)
- O. dairalis (Walker, 1859)
- O. decisalis (Walker, 1866)
- O. demaratalis (Walker, 1859)
- O. diemenalis (Guenée, 1854)
- O. dispilotalis (Walker, 1866)
- O. epicentra Meyrick, 1899
- O. erythrias Meyrick, 1894
- O. euryprora Meyrick, 1899
- O. fuliginalis (Walker, 1866)
- O. fullawayi Swezey, 1913
- O. fulvicauda (Hampson, 1898)
- O. fuscipennis (Swinhoe, 1894)
- O. giffardi Swezey, 1921
- O. grandis (Druce, 1902)
- O. granulata (Warren, 1896)
- O. hallwachsae Gentili & Solis, 1998
- O. humeralis Guenée, 1854
- O. hypoxantha (Dognin, 1904)
- O. indicata (Fabricius, 1775)
- O. indistincta (Warren, 1892)
- O. insolutalis Möschler, 1890
- O. iridias Meyrick, 1899
- O. janzeni Gentili & Solis, 1998
- O. laysanensis Swezey, 1914
- O. leucostrepta Meyrick, 1886
- O. localis (Butler, 1879)
- O. longipennis (Warren, 1896)
- O. maculicostalis (Hampson, 1893)
- O. maia Swezey, 1909
- O. mallyi Kemal &Koçak, 2020
- O. marmarca (Ghesquière, 1942)
- O. martini Amsel, 1956
- O. martyralis (Lederer, 1863)
- O. metricalis (Möschler, 1881)
- O. meyricki (Swinhoe, 1907)
- O. milvinalis (Swinhoe, 1886)
- O. misera (Butler, 1879)
- O. monogona Meyrick, 1888
- O. monogramma Meyrick, 1899
- O. mostella (Dyar, 1912)
- O. musicola Swezey, 1909
- O. nigriscripta Warren, 1896
- O. niphoessa (Ghesquière, 1942)
- O. nipponalis Yamanaka, 2005
- O. nitida (Hampson, 1912)
- O. noctescens (Moore, 1888)
- O. ochracea Gentili & Solis, 1998
- O. oconnori (Tams, 1935)
- O. odontosticta (Hampson, 1899)
- O. origoalis (Walker, 1859)
- O. ovenalis Swinhoe, 1906
- O. pandaralis (Walker, 1859)
- O. pernitescens (Swinhoe, 1894)
- O. poeonalis (Walker, 1859)
- O. poliochroa (Hampson, 1917)
- O. pritchardii Swezey, 1948
- O. pseudocuniculalis Solis & Gentili, 2000
- O. rufescens (Hampson, 1912)
- O. salebrialis (Snellen, 1880)
- O. sauterialis (Strand, 1918)
- O. scotaea (Hampson, 1912)
- O. seminitidalis (Schaus, 1912)
- O. simialis Guenée, 1854
- O. similis (Moore, 1885)
- O. sirena Gentili & Solis, 1998
- O. spoliatalis (Lederer, 1863)
- O. stigmosalis (Warren, 1892)
- O. subalbidalis (Swinhoe, 1894)
- O. surrectalis (Walker, 1866)
- O. svezeyi (Hampson, 1918)
- O. telegrapha Meyrick, 1899
- O. tristrialis (Bremer, 1864)
- O. trizonalis (E. Hering, 1901)
- O. trizonalis (Sepp, 1852)
- O. undularis Seizmair, 2024
- O. xanthodysana (Dyar, 1914)